# Jean Seberg
Jean Seberg (Marshalltown, 13 de novembro de 1938 — Paris, 8 de setembro de 1979) foi uma atriz e ativista estadunidense. É considerada uma das musas da nouvelle vague do cinema francês.

## Carreira
Ela chegou a Paris, vinda dos Estados Unidos em 1956 e participou de uma seleção para escolher a atriz que faria o papel principal de "Joana D'Arc" no filme "Santa Joana" de Otto Preminger. Com apenas 18 anos de idade, foi a escolhida entre mais de oito mil candidatas e com a participação no filme, sua carreira de atriz evoluiu. Entre seus principais trabalhos, que são mais de 30 produções, estão "Bom Dia Tristeza" (ao lado de David Niven), "O Acossado" (ao lado de Jean Paul Belmondo), "Lilith", "Aeroporto" e " O Rato que Ruge".

## Vida pessoal
Foi casada quatro vezes: com o cineasta François Moreuil, com o escritor Romain Gary, com o diretor Dennis Berry e com o ator marroquino Ahmed Hasni.
Foi uma das principais ativista dos direitos civis dos Estados Unidos nas décadas de 1960 e 1970. Quando comprou uma casa para abrigar alunos negros que estudavam  no Iowa Valley Community College, a comunidade branca e conservadora local começou a atacar a moral da atriz. Mesmo assim, apoiou e doou grandes somas de dinheiro para os Panteras Negras e conheceu um dos líderes do movimento: Hakim Jamal, primo de Malcolm X, com quem teve um romance. Este fato chocou a comunidade branca norte-americana.

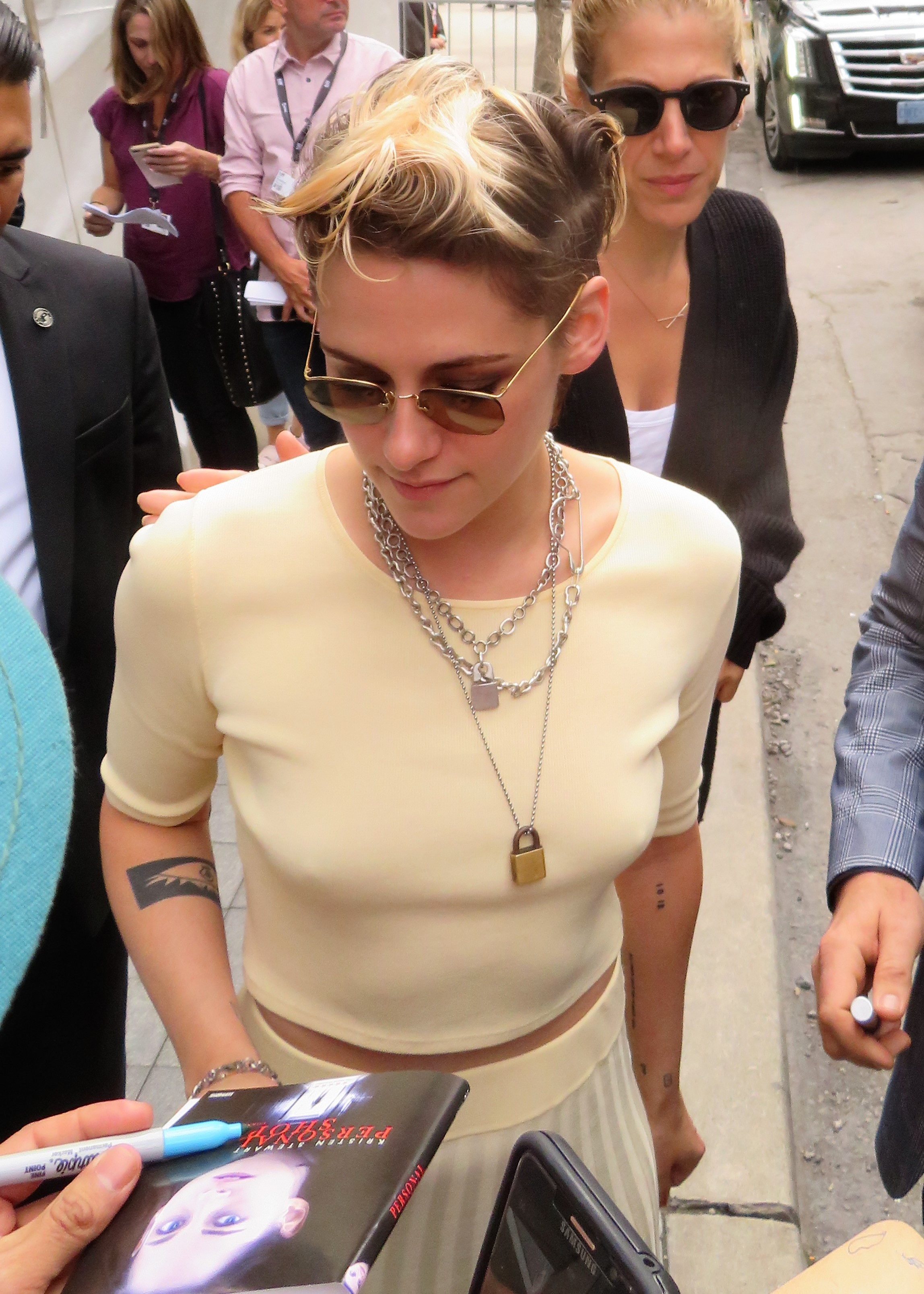
Kristen Stewart na coletiva de estréia de "Seberg" no Toronto Film Festival em 2019

Sua vida e morte gerou o filme Seberg, estrelado por Kristen Stewart no papel principal.

## Morte
Seu romance com Hakim Jamal fez com que o FBI abrisse uma investigação e colocou seu nome no topo da lista do Programa de Contrainteligência (COINTELPRO), além de realizar campanhas para difamar seu nome. Entre documentos do programa que tornaram-se públicos anos depois de sua morte, constava a frase: "a urgência de 'neutralizar' Jean Seberg".
O FBI adotou a prática de grampear seus telefones, invadir e revirar sua residência em várias ocasiões e praticar assédio moral com seus agentes em locais públicos que a atriz frequentava. O ápice desta campanha foi uma notícia sobre a gravidez da atriz, mas indicando como Jamal o pai da criança, enquanto a atriz era casada com Romain Gary. Realmente ela engravidou, mas não era de Jamal nem do marido e sim do ator mexicano Carlos Ornelas Navarra.
Todas estas práticas trouxeram uma instabilidade emocional e o estresse e a pressão gerada pela notícia de sua gravidez, publicada no LA Times e na Newsweek, fizeram com que a atriz tivesse um parto prematuro. Mesmo aos cuidado de uma equipe médica, sua filha recém nascida sobreviveu apenas dois dias.
Todos estes fatos traumatizaram a atriz e ela nunca se recuperou disto, pois nos anos seguintes, tentou o suicídio por nove vezes.
Entre o final de agosto e início de setembro de 1979, Seberg sumiu e só foi achada no dia 8 de setembro, no banco traseiro de seu carro, em Paris, morta e enrolada num cobertor. Ao seu lado foi achado um bilhete de despedida. A autópsia oficial indicou morte por ingestão de álcool e remédios, porém, seu marido à época, Romain Gary, denunciou o FBI por assassinato. Alguns meses depois da morte da esposa, Romain Gary suicidou-se com uma com arma de fogo em uma situação, que na época, gerou suspeita sobre as causas da morte do casal e do curto espaço de tempo entre uma e outra.